# Séries télévisées américaines diffusées durant la saison 2011-2012
| 2010-2011 • | 2011-2012 • | 2012-2013 |

Cet article liste les séries télévisées diffusées en prime time sur les cinq principaux réseaux de télévision aux États-Unis durant la saison 2011–2012.

## Programmation
- Les nouvelles séries sont en gras.
- Les heures données correspondent à l'heure de l'Est et l'heure du Pacifique.
- Les dates de première diffusion sont indiquées entre parenthèses (21/10 signifie 21 octobre, etc.)

### Dimanche
| PM  | PM         | 7:00                           | 7:30                           | 8:00                      | 8:00                      | 8:30                      | 9:00                      | 9:30                      | 10:00                     | 10:30                     |
| --- | ---------- | ------------------------------ | ------------------------------ | ------------------------- | ------------------------- | ------------------------- | ------------------------- | ------------------------- | ------------------------- | ------------------------- |
| ABC | Fall       | America's Funniest Home Videos | America's Funniest Home Videos | Les Maçons du cœur        | Les Maçons du cœur        | Les Maçons du cœur        | Desperate Housewives      | Desperate Housewives      | Pan Am                    | Pan Am                    |
| ABC | Follow-up  | America's Funniest Home Videos | America's Funniest Home Videos | Once Upon a Time          | Once Upon a Time          | Once Upon a Time          | Desperate Housewives      | Desperate Housewives      | Pan Am                    | Pan Am                    |
| CBS | CBS        | 60 Minutes                     | 60 Minutes                     | The Amazing Race 19       | The Amazing Race 19       | The Amazing Race 19       | The Good Wife             | The Good Wife             | Les Experts : Miami       | Les Experts : Miami       |
| Fox | Fall       | The OT                         | The OT                         | Les Simpson               | Les Simpson               | The Cleveland Show        | Les Griffin               | American Dad!             | Programmation locale      | Programmation locale      |
| Fox | Follow-up  | The OT                         | The Cleveland Show             | Les Simpson               | Les Simpson               | Allen Gregory             | Les Griffin               | American Dad!             | Programmation locale      | Programmation locale      |
| Fox | Mid-season | Animation Domination (E)       | The Cleveland Show             | Les Simpson               | Les Simpson               | Napoleon Dynamite         | Les Griffin               | American Dad!             | Programmation locale      | Programmation locale      |
| Fox | Spring     | Animation Domination (E)       | The Cleveland Show             | Les Simpson               | Les Simpson               | Bob's Burgers             | Les Griffin               | American Dad!             | Programmation locale      | Programmation locale      |
| NBC | Fall       | Football Night in America      | Football Night in America      | Football Night in America | NBC Sunday Night Football | NBC Sunday Night Football | NBC Sunday Night Football | NBC Sunday Night Football | NBC Sunday Night Football | NBC Sunday Night Football |
| NBC | Mid-season | Dateline NBC                   | Dateline NBC                   | The Apprentice            | The Apprentice            | The Apprentice            | The Apprentice            | The Apprentice            | The Firm                  | The Firm                  |

### Lundi
| PM     | PM         | 8:00                   | 8:30                   | 9:00                   | 9:30                   | 10:00                           | 10:30                           |
| ------ | ---------- | ---------------------- | ---------------------- | ---------------------- | ---------------------- | ------------------------------- | ------------------------------- |
| ABC    | Fall       | Dancing with the Stars | Dancing with the Stars | Dancing with the Stars | Dancing with the Stars | Castle                          | Castle                          |
| ABC    | Mid-season | The Bachelor (2/1)     | The Bachelor (2/1)     | The Bachelor (2/1)     | The Bachelor (2/1)     | Castle                          | Castle                          |
| CBS    | CBS        | How I Met Your Mother  | 2 Broke Girls          | Mon oncle Charlie      | Mike and Molly         | Hawaii Five-0                   | Hawaii Five-0                   |
| The CW | The CW     | Gossip Girl            | Gossip Girl            | Hart of Dixie          | Hart of Dixie          | Programmation locale            | Programmation locale            |
| Fox    | Fall       | Terra Nova             | Terra Nova             | Dr House (3/10)        | Dr House (3/10)        | Programmation locale            | Programmation locale            |
| Fox    | Mid-season | Dr House               | Dr House               | Alcatraz               | Alcatraz               | Programmation locale            | Programmation locale            |
| NBC    | Fall       | The Sing-Off           | The Sing-Off           | The Sing-Off           | The Sing-Off           | The Playboy Club                | The Playboy Club                |
| NBC    | Follow-up  | The Sing-Off           | The Sing-Off           | The Sing-Off           | The Sing-Off           | Rock Center with Brian Williams | Rock Center with Brian Williams |
| NBC    | Winter     | Fear Factor (12/12)    | Fear Factor (12/12)    | Fear Factor (12/12)    | Fear Factor (12/12)    | Rock Center with Brian Williams | Rock Center with Brian Williams |
| NBC    | Mid-season | The Voice (5/2)        | The Voice (5/2)        | The Voice (5/2)        | The Voice (5/2)        | Smash (6/2)                     | Smash (6/2)                     |

### Mardi
| PM     | PM         | 8:00                      | 8:30                      | 9:00                   | 9:30                                  | 10:00                | 10:30                |
| ------ | ---------- | ------------------------- | ------------------------- | ---------------------- | ------------------------------------- | -------------------- | -------------------- |
| ABC    | Fall       | Last Man Standing (11/10) | Man Up (18/10)            | Dancing with the Stars | Dancing with the Stars                | Body of Proof        | Body of Proof        |
| ABC    | Follow-up  | Last Man Standing (11/10) | Man Up (18/10)            | Cougar Town            | Don't Trust the B---- in Apartment 23 | Body of Proof        | Body of Proof        |
| CBS    | CBS        | NCIS : Enquêtes spéciales | NCIS : Enquêtes spéciales | NCIS : Los Angeles     | NCIS : Los Angeles                    | Unforgettable        | Unforgettable        |
| The CW | The CW     | 90210                     | 90210                     | Ringer                 | Ringer                                | Programmation locale | Programmation locale |
| Fox    | Fox        | Glee                      | Glee                      | New Girl               | Raising Hope                          | Programmation locale | Programmation locale |
| NBC    | Fall       | The Biggest Loser         | The Biggest Loser         | The Biggest Loser      | The Biggest Loser                     | Parenthood           | Parenthood           |
| NBC    | Mid-season | The Biggest Loser         | The Biggest Loser         | The Biggest Loser      | The Biggest Loser                     | Awake                | Awake                |

### Mercredi
| PM     | PM         | 8:00                    | 8:30                    | 9:00                             | 9:30                               | 10:00                     | 10:30                     |
| ------ | ---------- | ----------------------- | ----------------------- | -------------------------------- | ---------------------------------- | ------------------------- | ------------------------- |
| ABC    | ABC        | The Middle              | Suburgatory             | Modern Family                    | Happy Endings                      | Revenge                   | Revenge                   |
| CBS    | CBS        | Survivor: South Pacific | Survivor: South Pacific | Esprits criminels                | Esprits criminels                  | NCIS : Enquêtes spéciales | NCIS : Enquêtes spéciales |
| The CW | The CW     | H8R                     | H8R                     | America's Next Top Model         | America's Next Top Model           | Programmation locale      | Programmation locale      |
| Fox    | Fall       | The X Factor            | The X Factor            | The X Factor                     | The X Factor                       | Programmation locale      | Programmation locale      |
| Fox    | Follow-up  | The X Factor            | The X Factor            | The X Factor                     | I Hate My Teenage Daughter (30/11) | Programmation locale      | Programmation locale      |
| Fox    | Mid-season | American Idol (22/1)    | American Idol (22/1)    | American Idol (22/1)             | I Hate My Teenage Daughter (30/11) | Programmation locale      | Programmation locale      |
| NBC    | NBC        | Up All Night            | Free Agents             | La Loi selon Harry (Harry's Law) | La Loi selon Harry (Harry's Law)   | New York, unité spéciale  | New York, unité spéciale  |

### Jeudi
| ABC    | Fall       | Charlie's Angels    | Charlie's Angels                                  | Grey's Anatomy     | Grey's Anatomy     | Private Practice     | Private Practice     |                      |                      |
| ABC    | Winter     | Holiday specials    | Holiday specials                                  | Grey's Anatomy     | Grey's Anatomy     | Private Practice     | Private Practice     |                      |                      |
| CBS    | Fall       | The Big Bang Theory | Gentleman : mode d'emploi (How to Be a Gentleman) | Person of Interest | Person of Interest | Mentalist            | Mentalist            |                      |                      |
| CBS    | Follow-up  | The Big Bang Theory | Leçons sur le mariage                             | Person of Interest | Person of Interest | Mentalist            | Mentalist            |                      |                      |
| The CW | The CW     | Vampire Diaries     | Vampire Diaries                                   | The Secret Circle  | The Secret Circle  | Programmation locale | Programmation locale | Programmation locale | Programmation locale |
| Fox    | Fall       | The X Factor        | The X Factor                                      | The X Factor       | The X Factor       | Programmation locale | Programmation locale | Programmation locale | Programmation locale |
| Fox    | Follow-up  | The X Factor        | The X Factor                                      | Bones (3/11)       | Bones (3/11)       | Programmation locale | Programmation locale | Programmation locale | Programmation locale |
| Fox    | Mid-season | American Idol       | American Idol                                     | The Finder         | The Finder         | Programmation locale | Programmation locale | Programmation locale | Programmation locale |
| Fox    | Spring     | American Idol       | American Idol                                     | Bones              | Bones              | Programmation locale | Programmation locale | Programmation locale | Programmation locale |
| NBC    | Fall       | Community           | Parks and Recreation                              | The Office         | Whitney            | Prime Suspect        | Prime Suspect        |                      |                      |
| NBC    | Mid-season | Community           | Parks and Recreation                              | The Office         | 30 Rock            | Prime Suspect        | Prime Suspect        |                      |                      |

### Vendredi
| PM     | PM         | 8:00                       | 8:30                       | 9:00                       | 9:30                       | 10:00                | 10:30                |
| ------ | ---------- | -------------------------- | -------------------------- | -------------------------- | -------------------------- | -------------------- | -------------------- |
| ABC    | ABC        | Les Maçons du cœur (21/10) | Les Maçons du cœur (21/10) | Les Maçons du cœur (21/10) | Les Maçons du cœur (21/10) | 20/20                | 20/20                |
| CBS    | CBS        | A Gifted Man               | A Gifted Man               | Les Experts : Manhattan    | Les Experts : Manhattan    | Blue Bloods          | Blue Bloods          |
| The CW | The CW     | Nikita                     | Nikita                     | Supernatural               | Supernatural               | Programmation locale | Programmation locale |
| Fox    | Fall       | Kitchen Nightmares         | Kitchen Nightmares         | Fringe                     | Fringe                     | Programmation locale | Programmation locale |
| Fox    | Mid-season | Fringe                     | Fringe                     | Touch                      | Touch                      |                      |                      |
| NBC    | NBC        | Chuck (21/10)              | Chuck (21/10)              | Grimm (21/10)              | Grimm (21/10)              | Dateline NBC         | Dateline NBC         |

### Samedi
| PM  | PM        | 8:00                    | 8:30                                              | 9:00                    | 9:30                    | 10:00                   | 10:30                   |
| --- | --------- | ----------------------- | ------------------------------------------------- | ----------------------- | ----------------------- | ----------------------- | ----------------------- |
| ABC | ABC       | Saturday Night Football | Saturday Night Football                           | Saturday Night Football | Saturday Night Football | Saturday Night Football | Saturday Night Football |
| CBS | Fall      | Comedytime Saturday     | Gentleman : mode d'emploi (How to Be a Gentleman) | Crimetime Saturday      | Crimetime Saturday      | 48 Hours                | 48 Hours                |
| CBS | Follow-up | Comedytime Saturday     | Comedytime Saturday                               | Crimetime Saturday      | Crimetime Saturday      | 48 Hours                | 48 Hours                |
| Fox | Fox       | COPS                    | COPS (E)                                          | Terra Nova (E)          | Terra Nova (E)          | Programmation locale    | Programmation locale    |

## Liste des séries par réseau de télévision

### ABC
| Séries renouvelées : - Body of Proof (saison 2) - Castle (saison 4) - Cougar Town (saison 3) - Desperate Housewives (saison 8) - Grey's Anatomy (saison 8) - Happy Endings (saison 2) - The Middle (saison 2) - Modern Family (saison 3) - Private Practice (saison 5) - Rookie Blue (saison 3) | Nouvelles séries : - Don't Trust the B---- in Apartment 23 - Charlie's Angels - GCB - Last Man Standing - Man Up - Missing : Au cœur du complot - Once Upon a Time - Pan Am - Revenge - The River - Scandal - Suburgatory - Work It | Séries non renouvelées : - Better with You - Brothers & Sisters - Detroit 1-8-7 - Mr. Sunshine - My Generation - Super Hero Family - Off the Map : Urgences au bout du monde - V - The Whole Truth |

### CBS
| Séries renouvelées : - The Big Bang Theory (saison 5) - Blue Bloods (saison 2) - Esprits criminels (saison 7) - Les Experts (saison 12) - Les Experts : Miami (saison 10) - Les Experts : Manhattan (saison 8) - The Good Wife (saison 3) - Hawaii 5-0 (saison 2) - How I Met Your Mother (saison 7) - Mentalist (saison 4) - Mike and Molly (saison 2) - NCIS : Enquêtes spéciales (saison 9) - NCIS : Los Angeles (saison 3) - Leçons sur le mariage (saison 6) - Mon oncle Charlie (saison 9) | Nouvelles séries : - 2 Broke Girls - A Gifted Man - Gentleman : mode d'emploi (How to Be a Gentleman) - NYC 22 - Person of Interest - Unforgettable | Séries non renouvelées : - $#*! My Dad Says - Chaos - Criminal Minds: Suspect Behavior - The Defenders - Flashpoint (sera diffusé sur Ion Television) - Mad Love - Médium |

### The CW
| Séries renouvelées : - 90210 (saison 4) - Gossip Girl (saison 5) - Nikita (saison 2) - Les Frères Scott (saison 9) - Supernatural (saison 7) - Vampire Diaries (saison 3) | Nouvelles séries : - Hart of Dixie - Ringer - The Secret Circle | Séries non renouvelées : - Hellcats - Life Unexpected - Smallville |

### Fox
| Séries renouvelées : - American Dad! (saison 7) - Bob's Burgers (saison 2) - Breaking In (saison 2) - Bones (saison 7) - The Cleveland Show (saison 3) - Les Griffin (saison 10) - Fringe (saison 4) - Glee (saison 3) - Dr House (saison 8) - Raising Hope (saison 2) - Les Simpson (saison 23) | Nouvelles séries : - Alcatraz - Allen Gregory - The Finder - I Hate My Teenage Daughter - Napoleon Dynamite - New Girl - Terra Nova - Touch | Séries non renouvelées : - The Chicago Code - Bailey et Stark (The Good Guys) - Human Target : La Cible - Lie to Me - Lone Star - Running Wilde (sera diffusé sur FX) - Traffic Light |

### NBC
| Séries renouvelées : - 30 Rock (saison 6) - Chuck (saison 5) - Community (saison 3) - La Loi selon Harry (Harry's Law) (saison 2) - New York, unité spéciale (saison 13) - The Office (saison 8) - Parenthood (saison 3) - Parks and Recreation (saison 4) | Nouvelles séries : - Are You There, Chelsea? - Awake - Bent - Best Friends Forever - The Firm - Free Agents - Grimm - The Playboy Club - Prime Suspect - Smash - Up All Night - Whitney - Who's Still Standing? | Séries non renouvelées : - The Cape - Chase - The Event - Friends with Benefits - Los Angeles, police judiciaire - Love Bites - Outlaw - Outsourced - The Paul Reiser Show - Perfect Couples - Undercovers |

### MBC 4
| Séries renouvelées : - The Good Wife (saison 3) - 90210 (saison 3) 90210 (saison 4) - Mad Men (saison 5) - Vampire Diaries (saison 3) | Nouvelles séries : - Hart of Dixie - Ringer - The Secret Circle | Séries non renouvelées : - Hellcats - Life Unexpected |

## Séries renouvelées et annulées

### Séries renouvelées

#### ABC
- Body of Proof – Renouvelée pour une troisième saison le 11 mai 2012[1]
- Castle – Renouvelée pour une cinquième saison le 10 mai 2012[2]
- Grey's Anatomy – Renouvelée pour une neuvième saison le 10 mai 2012[2]
- Don't Trust the B---- in Apartment 23 – Renouvelée pour une deuxième saison le 11 mai 2012[3]
- Happy Endings – Renouvelée pour une troisième saison le 11 mai 2012[4]
- Last Man Standing – Renouvelée pour une deuxième saison le 11 mai 2012[5]
- The Middle – Renouvelée pour une quatrième saison le 10 mai 2012[2]
- Modern Family – Renouvelée pour une quatrième saison le 10 mai 2012[2]
- Once Upon a Time – Renouvelée pour une deuxième saison le 10 mai 2012[6]
- Private Practice – Renouvelée pour une sixième saison le 11 mai 2012[1]
- Revenge – Renouvelée pour une deuxième saison le 10 mai 2012[2]
- Scandal – Renouvelée pour une deuxième saison le 11 mai 2012[7]
- Suburgatory – Renouvelée pour une deuxième saison le 10 mai 2012[2]

#### CBS
- 2 Broke Girls – Renouvelée pour une deuxième saison le 14 mars 2012[8]
- The Big Bang Theory – Renouvelée pour deux saisons supplémentaire le 12 janvier 2011 (septième saison en 2013–2014)[9]
- Blue Bloods – Renouvelée pour une troisième saison le 14 mars 2012[8]
- Esprits criminels – Renouvelée pour une huitième saison le 14 mars 2012[8]
- Les Experts – Renouvelée pour une treizième saison le 14 mars 2012[8]
- The Good Wife – Renouvelée pour une quatrième saison le 14 mars 2012[8]
- Hawaii 5-0 – Renouvelée pour une troisième saison le 14 mars 2012[8]
- How I Met Your Mother – Renouvelée pour une huitième saison le 4 mars 2011[10]
- Mentalist – Renouvelée pour une cinquième saison le 14 mars 2012[8]
- Mike and Molly – Renouvelée pour une troisième saison le 14 mars 2012[8]
- NCIS : Enquêtes spéciales – Renouvelée pour une dixième saison le 14 mars 2012[8]
- NCIS : Los Angeles – Renouvelée pour une quatrième saison le 14 mars 2012[8]
- Person of Interest – Renouvelée pour une deuxième saison le 14 mars 2012[8]
- Mon oncle Charlie – Renouvelée pour une dixième saison le 12 mai 2012[8]

#### The CW
- 90210 Beverly Hills : Nouvelle Génération – Renouvelée pour une cinquième saison le 3 mai 2012[11]
- Gossip Girl – Renouvelée pour une sixième et dernière saison le 11 mai 2012[12]
- Hart of Dixie – Renouvelée pour une deuxième saison le 11 mai 2012[12]
- Nikita – Renouvelée pour une troisième saison le 11 mai 2012[13]
- Supernatural – Renouvelée pour une huitième saison le 3 mai 2012[11]
- Vampire Diaries – Renouvelée pour une quatrième saison le 3 mai 2012[11]

#### Fox
- American Dad! – Renouvelée pour une septième saison le 23 février 2011[14]
- Bones – Renouvelée pour une huitième saison le 29 mars 2012[15]
- The Cleveland Show – Renouvelée pour deux saisons supplémentaires le 9 mai 2011 (quatrième saison en 2012–2013)[16]
- Les Griffin – Renouvelée pour une onzième saison le 9 mai 2011[16]
- Fringe – Renouvelée pour une cinquième et dernière saison le 26 avril 2012[17],[18]
- Glee – Renouvelée pour une quatrième saison le 9 avril 2012[19]
- New Girl – Renouvelée pour une deuxième saison le 9 avril 2012[19]
- Raising Hope – Renouvelée pour une troisième saison le 9 avril 2012[19]
- Les Simpson – Renouvelée pour deux saisons supplémentaires le 7 octobre 2011 (vingt-cinquième saison en 2013–2014)[20]
- Touch – Renouvelée pour une deuxième saison le 9 mai 2012[21]

#### NBC
- 30 Rock– Renouvelée pour une septième et dernière saison le 10 mai 2012[22]
- Community – Renouvelée pour une quatrième saison le 10 mai 2012[23]
- Grimm – Renouvelée pour une deuxième saison le 16 mars 2012[24]
- New York, unité spéciale – Renouvelée pour une quatorzième saison le 9 mai 2012[25]
- The Office – Renouvelée pour une neuvième saison le 11 mai 2012[26]
- Parenthood – Renouvelée pour une quatrième saison le 10 mai 2012[22]
- Parks and Recreation – Renouvelée pour une cinquième saison le 11 mai 2012[26]
- Smash – Renouvelée pour une deuxième saison le 22 mars 2012[27]
- Up All Night – Renouvelée pour une deuxième saison le 11 mai 2012[26]
- Whitney – Renouvelée pour une deuxième saison le 11 mai 2012[28]

### Séries annulées ou arrêtées

#### ABC
- Desperate Housewives – Annoncé le 5 août 2011, la huitième saison sera la dernière.
- Charlie's Angels – Série annulée après quatre épisodes diffusés (les autres épisodes produits sont cependant diffusés). Le dernier épisode a été diffusé le 10 novembre 2011.
- Man Up – Série annulée le 8 décembre 2011 après huit épisodes diffusés. Les cinq derniers épisodes ont été diffusés sur le site internet d'ABC.
- Work It – Série annulée le 13 janvier 2012 après deux épisodes diffusés.

#### CBS
- Gentleman : mode d'emploi (How to Be a Gentleman) – Transféré à samedi, après deux diffusions. Série annulée après trois épisodes diffusés.

#### The CW
- Les Frères Scott – Annoncé le 19 mai 2011, la neuvième saison sera la dernière.

#### Fox
- Allen Gregory – Série annulée le 8 janvier 2012.
- Dr House – Annoncé le 8 février 2012, la huitième saison sera la dernière. Le dernier épisode sera diffusé le 21 mai 2012.
- Terra Nova – Série annulée le 5 mars 2012.

#### NBC
- Chuck – Annoncé le 13 mai 2011, la cinquième saison sera la dernière. Le dernier épisode sera diffusé le 27 janvier 2012.
- Free Agents – Série annulée le 6 octobre 2011 après quatre épisodes diffusés.
- The Playboy Club – Série annulée le 4 octobre 2011 après trois épisodes diffusés.
- Prime Suspect - Série annulée le 15 novembre 2011. Le dernier épisode a été diffusé le 22 janvier 2012.

## Traduction
- (en) Cet article est partiellement ou en totalité issu de l’article de Wikipédia en anglais intitulé « 2011–12 United States network television schedule » (voir la liste des auteurs).